# Unkanodes latespinosa
Unkanodes latespinosa är en insektsart som först beskrevs av Dlabola 1957.  Unkanodes latespinosa ingår i släktet Unkanodes och familjen sporrstritar. Inga underarter finns listade i Catalogue of Life.